# Marco Trungelliti
Marco Trungelliti (Santiago del Estero, 31 de janeiro de 1990) é um tenista argentino ambi-destro, que compete principalmente na ATP Challenger Tour e ITF Futures, tanto em simples e duplas.
Trungelliti alcançou sua melhor classificação no ranking da ATP em simples, número 114, em 11 de fevereiro de 2019, e nas duplas, número 174, em 1 de abril de 2013.

## Títulos

### ITF Futures (6)

#### Simples (6)
- 2011	Argentina F5 Futures
- 2010	Argentina F8 Futures
- 2009	Argentina F8 Futures
- 2009  Argentina F22 Futures
- 2008	Argentina F6 Futures
- 2008  Argentina F15 Futures

### ATP career finals (4)

#### Duplas (4)
| Legenda             |
| ------------------- |
| ATP Challengers (4) |

| Finals por piso |
| --------------- |
| Duro (0–0)      |
| Saibro (2–2)    |
| Grama (0–0)     |
| Carpete (0–0)   |

| Resultado | No. | Data                  | Torneio               | Piso   | Parceiro       | Oponentes                       | Pacar          |
| --------- | --- | --------------------- | --------------------- | ------ | -------------- | ------------------------------- | -------------- |
| Campeão   | 1.  | 22 de abril de 2012   | Santos, Brasil        | Saibro | Andrés Molteni | Rogério Dutra Silva Júlio Silva | 6–4, 6–3       |
| Campeão   | 2.  | 22 de julho de 2012   | Bercuit, Bélgica      | Saibro | André Ghem     | Facundo Bagnis Pablo Galdón     | 6–1, 6–2       |
| Finalista | 1.  | 3 de novembro de 2012 | Medellín, Colômbia    | Saibro | Renzo Olivo    | Nicholas Monroe Simon Stadler   | 4–6, 4–6       |
| Finalista | 2.  | 26 de janeiro de 2013 | Bucaramanga, Colômbia | Saibro | Sergio Galdós  | Marcelo Demoliner Franko Škugor | 6–7(8–10), 2–6 |